# Botanická zahrada Soloveckého muzea
Botanická zahrada Soloveckého muzea (rusky Ботанический сад Соловецкого музея-заповедника) je botanická zahrada na Soloveckém ostrově v Archangelské oblasti Ruska. Založena byla roku 1822 představeným Soloveckého kláštera Makarijem, od roku 1974 ji spravuje Solovecké muzeum.

## Historie
Botanická zahrada na Soloveckém ostrově byla založena roku 1822 na břehu jezera Nižnij Pert klášterním představeným Makarijem jako tzv. Makarijova poustevna. Makarij zde na vlastní náklady nechal postavit dřevěnou kapli a dvě budovy s celami – jednou pro představeného a jednou pro obyčejné mnichy.
Již od počátku však nesloužila Makarijova poustevna ani tak k rozjímání, jako spíše k pěstování rozličných rostlin. Surové klima Soloveckých ostrovů a vzdálenost od pevniny motivovaly po staletí mnichy k tomu, aby se zde pokoušeli aklimatizovat nové a nové druhy užitkových i dekorativních rostlin. Místo pro to nebylo vybráno náhodou – chráněná před mořskými větry ze tří stran kopci, má tato lokace průměrně o 1,5–2 °C vyšší teplotu než zbytek ostrova. Vedle toho se zde nacházely také vyhřívané skleníky, ve kterých byli mniši schopni vypěstovat okurky, melouny či dokonce broskve. V oranžériích pěstovali také okrasné květiny.

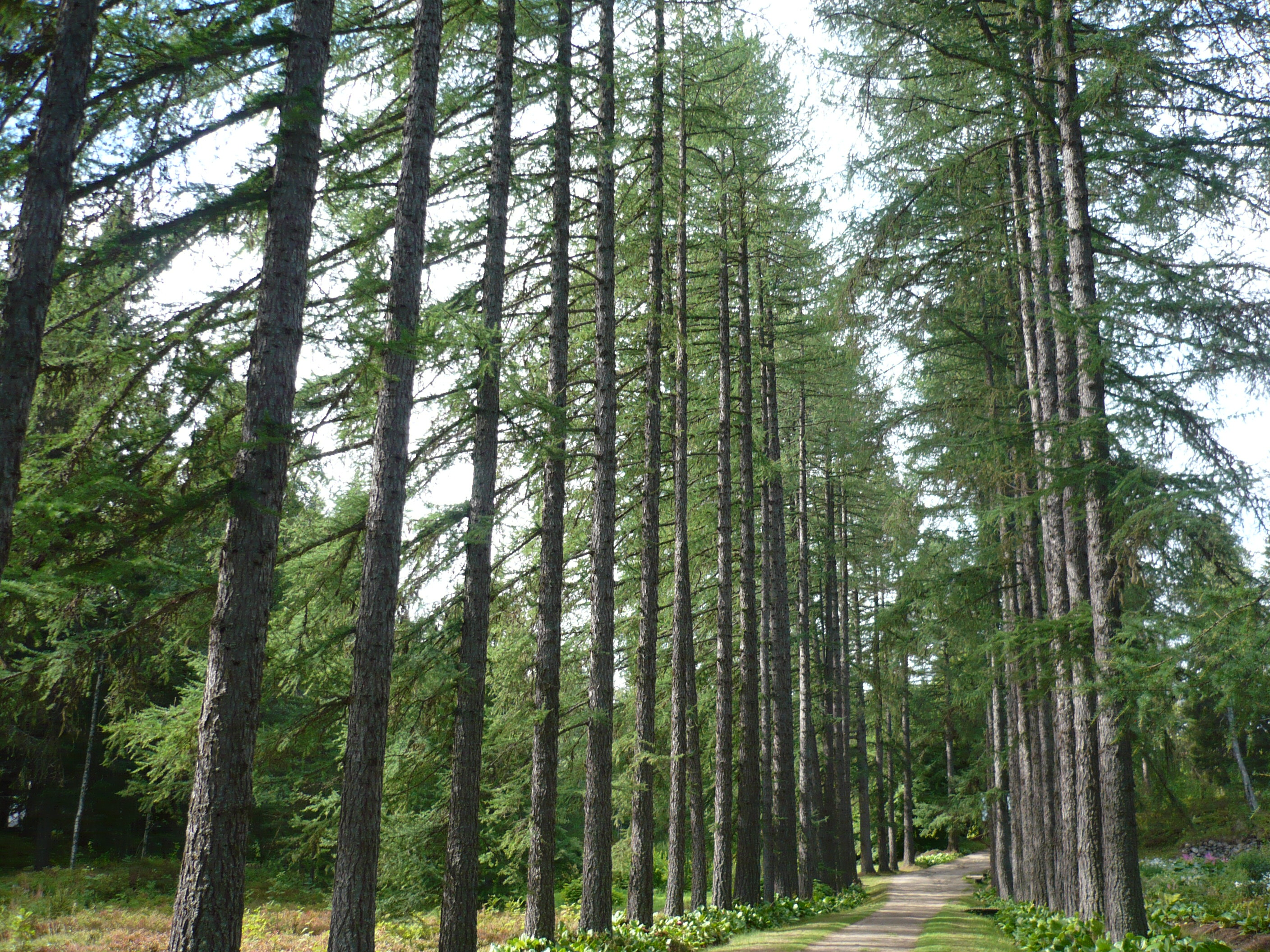
Modřínová alej lemující hlavní cestu

V polovině 19. století přibyl závod na zpracování vosku, přičemž odpadní teplo z výroby se používalo k vyhřívání skleníků. Na památku bombardování kláštera Angličany roku 1854 postavili v témže roce kapli svatého Alexandra Něvského. Mezi lety 1859–1862 vzniknul ještě dvoupatrový dům s balkónem, kterému se začalo říkat dača archimandrity. Pro skladování potravin vzniknul mezi lety 1894–1899 valounový sklep, sloužící jako lednice.
V letech 1923–1939 se zde nacházelo velitelství Soloveckého tábora zvláštního určení. Botanická zahrada byla ovšem jednou z velmi mála institucí, kterou bolševici nezrušili, šlechtitelské a výzkumné práce tak mohly pokračovat. Z let 1933–1935 pochází například modřínová alej okolo hlavní cesty.
Po uzavření tábora zahrada 20 let pustla, až se jí roku 1959 ujala místní škola. Společným úsilím učitelů a žáků se podařilo přivést ji do pořádku. V roce 1974 byla botanická zahrada předána do péče nově zřízeného Soloveckého státního historicko-architektonického a přírodního muzea, proběhlo obnovení a inventarizace.

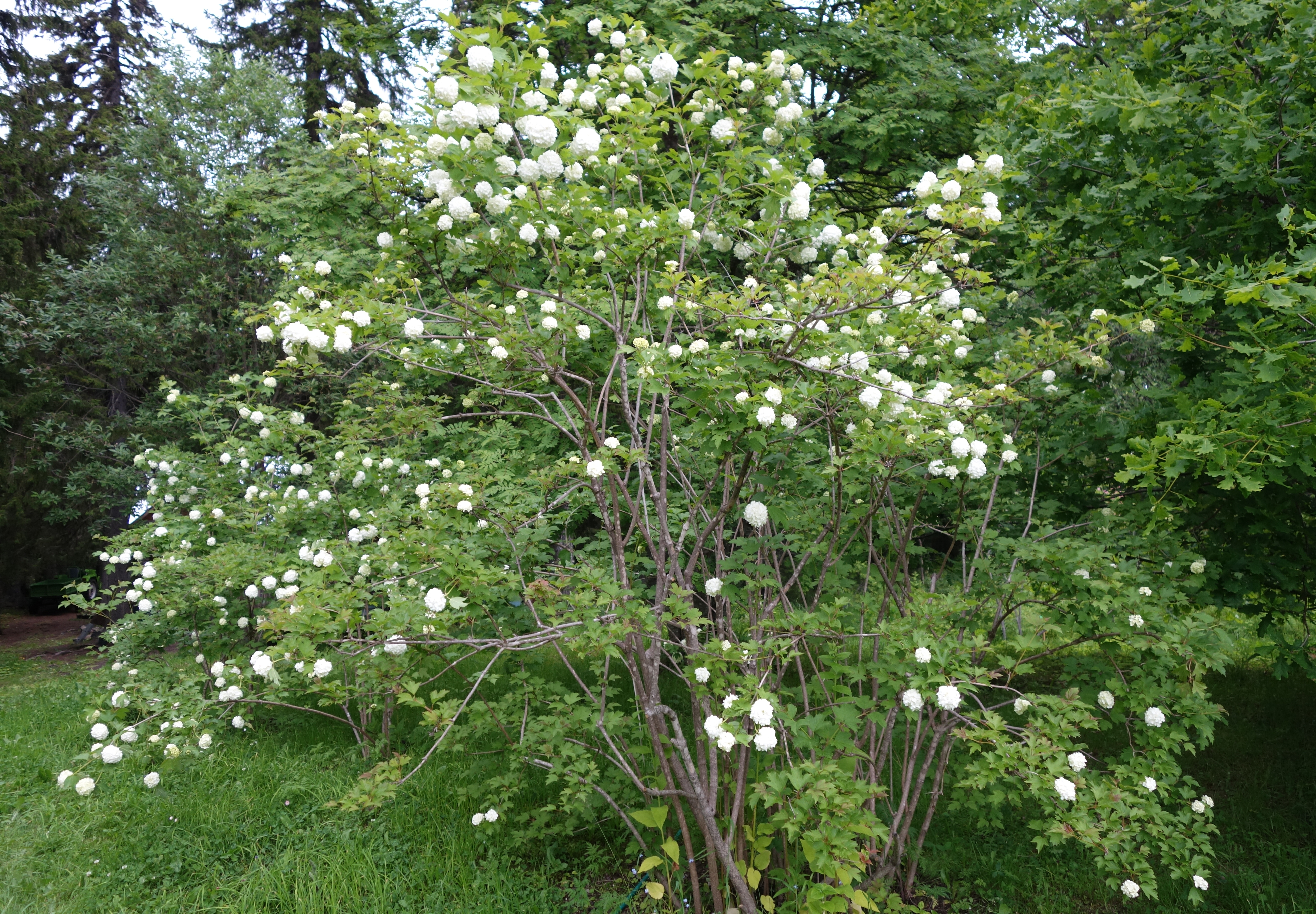
Kalina obecná

Roku 1992 byla botanická zahrada spolu s ostatními objekty historicko-kulturního komplexu Soloveckých ostrovů zapsána na seznam světového dědictví UNESCO. V roce 2003 místo navštívil britský princ Charles, kterého pohostili šálkem čaje ze zdejší bergenie. Princ zde také zasázel jedli sibiřskou.

## Květena
Za dvě staletí existence botanické zahrady se zde, 150 km od polárního kruhu, podařilo aklimatizovat stovky rostlin. Roste tu přes 30 různých druhů dřevin a okolo 500 dekorativních, léčivých či krmných bylin a keřů. Byly ovšem i neúspěchy, nikdy se zde například nepodařilo aklimatizovat obilniny – během krátkého soloveckého léta jednoduše nestihnou dozrát.
Nejstarší dochované rostliny pochází ze 70. let 19. století, jedná se na příklad o cedry, jabloně sibiřské či bergenie tučnolisté. Z pozdější výsadby je možno jmenovat lípu malolistou, slivoň pensylvánskou, mochnu daurskou, růži svraskalou a mnohé jiné rostlinné druhy, netypické pro tyto zeměpisné šířky.

## Galerie

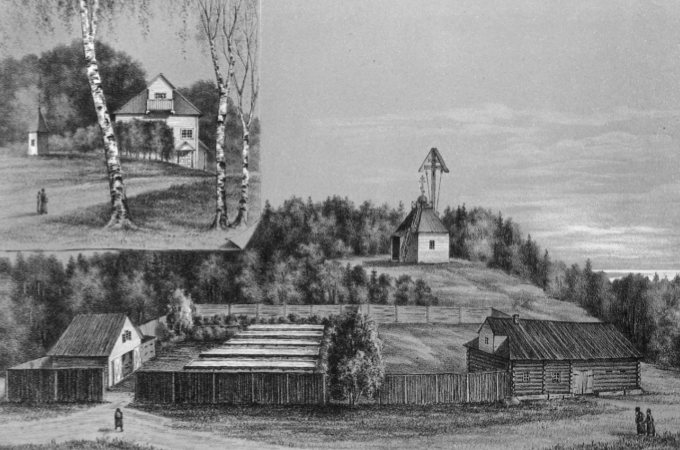
Makarijova poustevna roku 1884
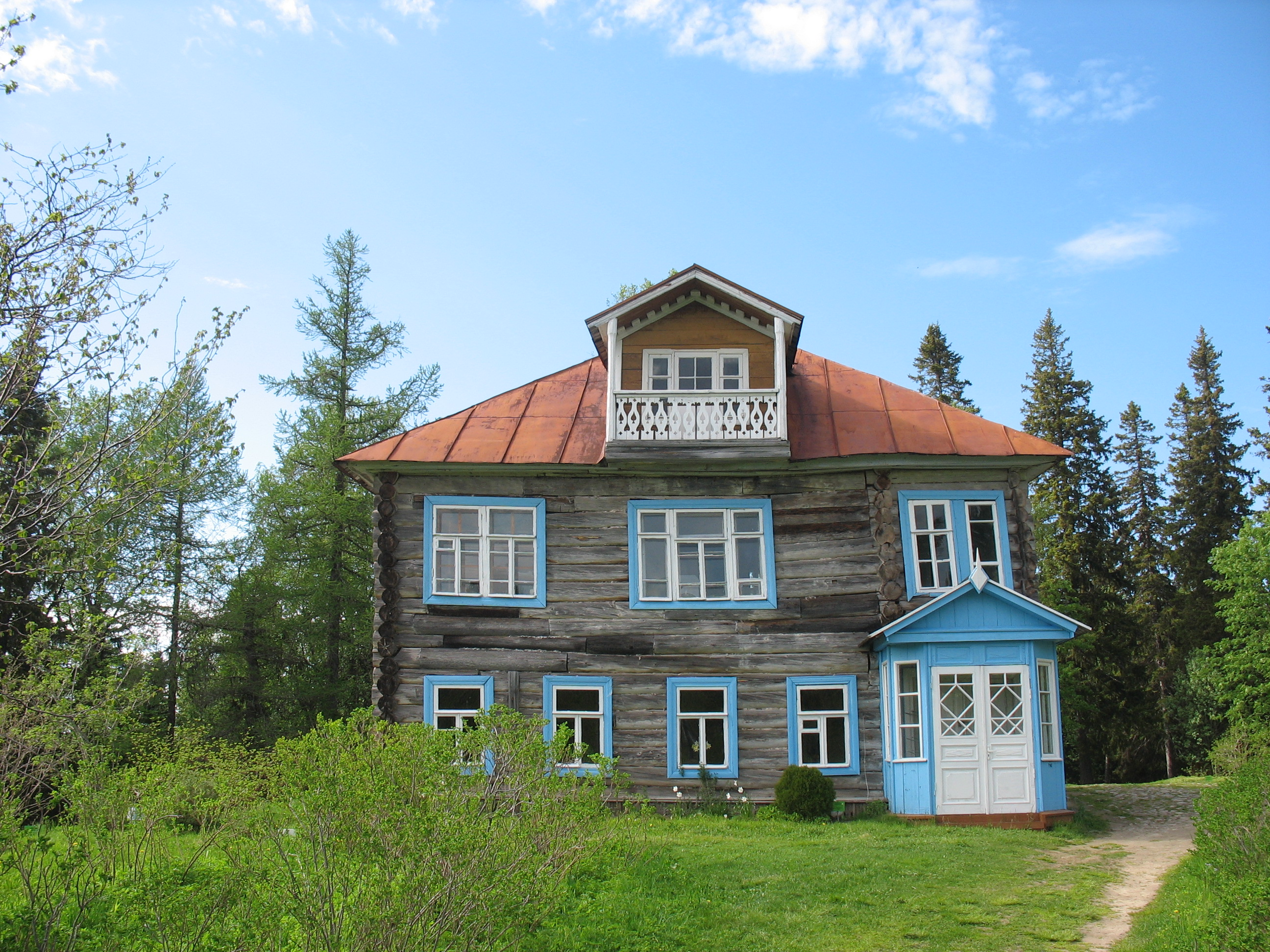
Dača archimandrity
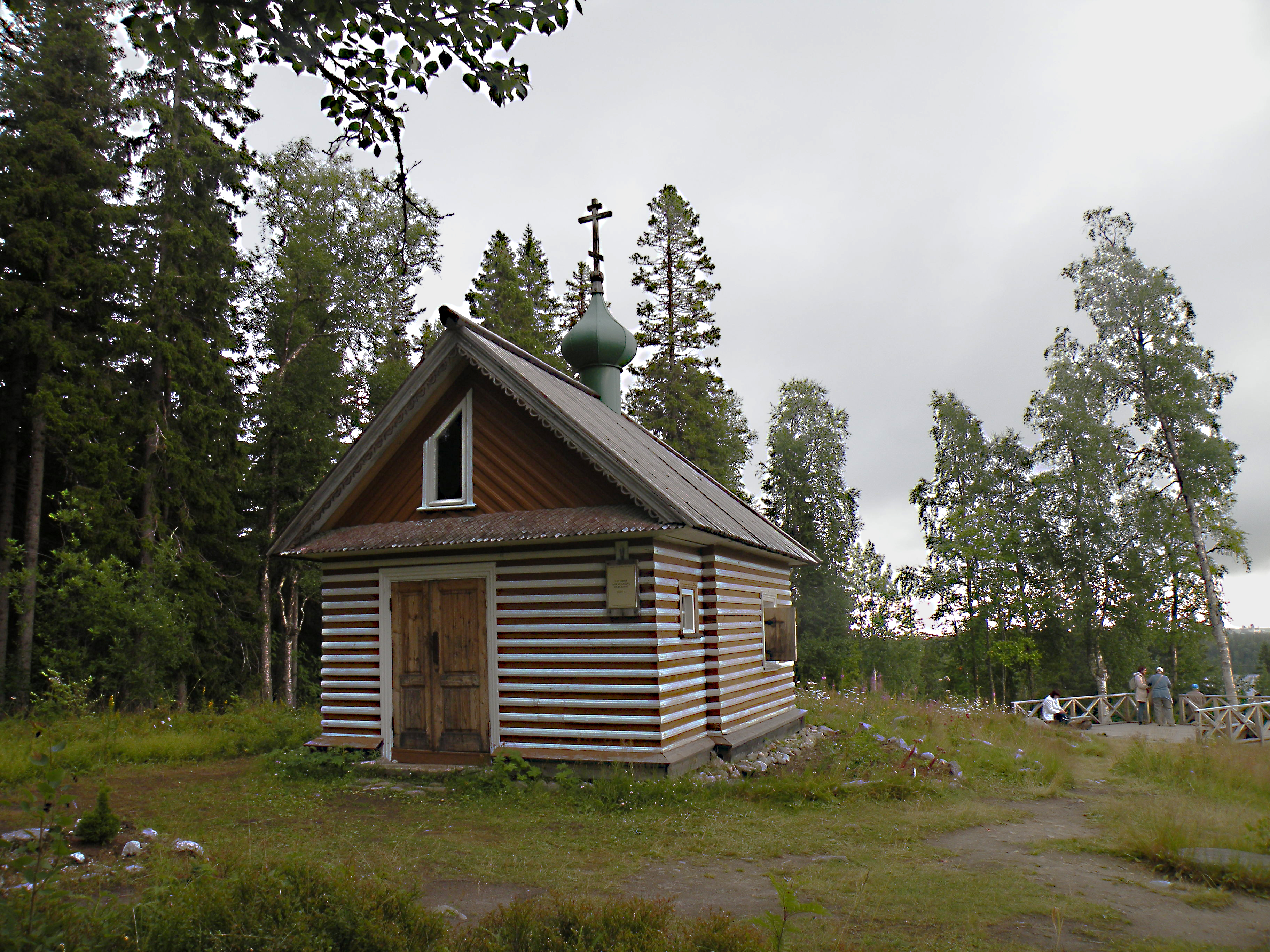
Kaple sv. Alexandra Něvského
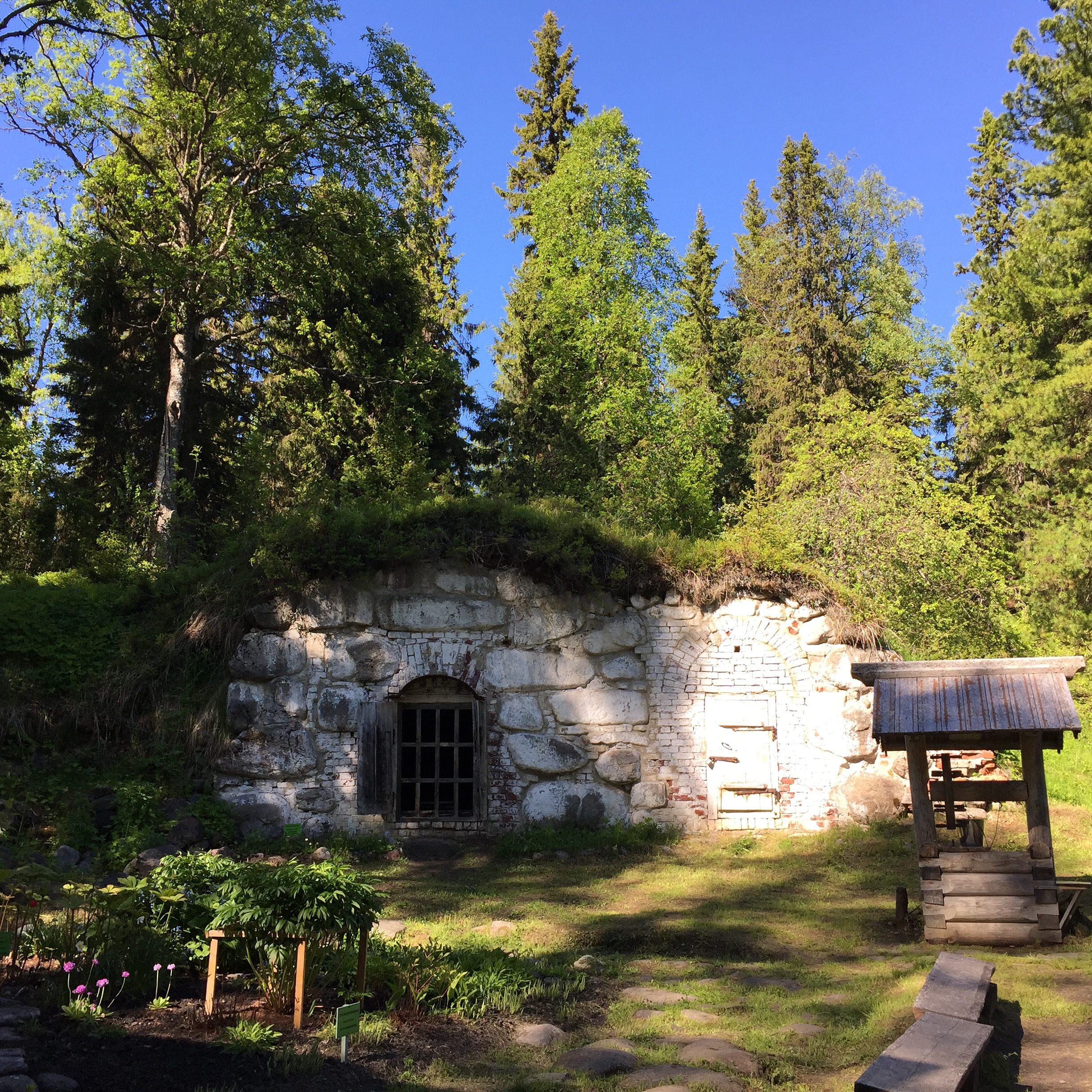
Sklep
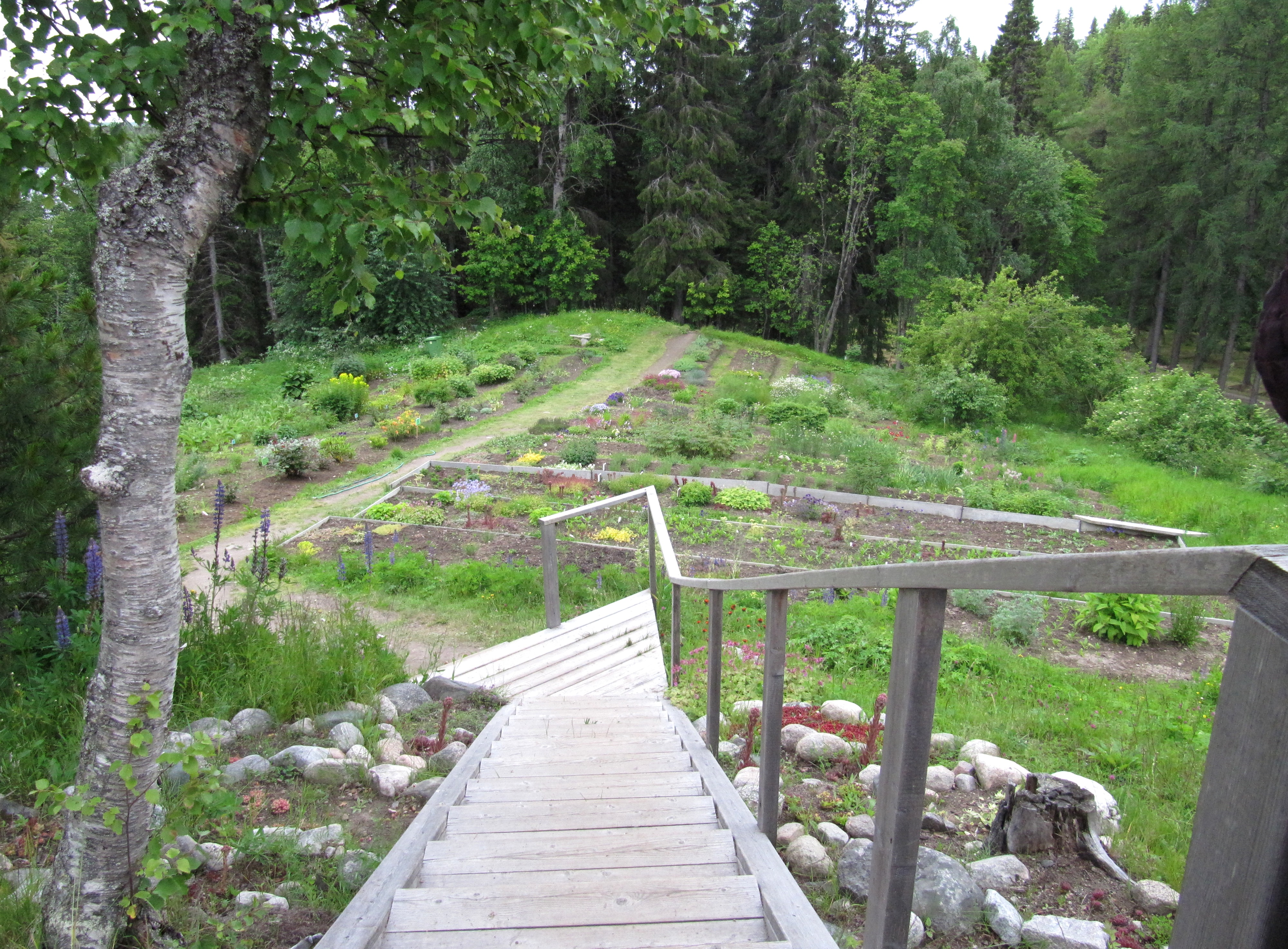
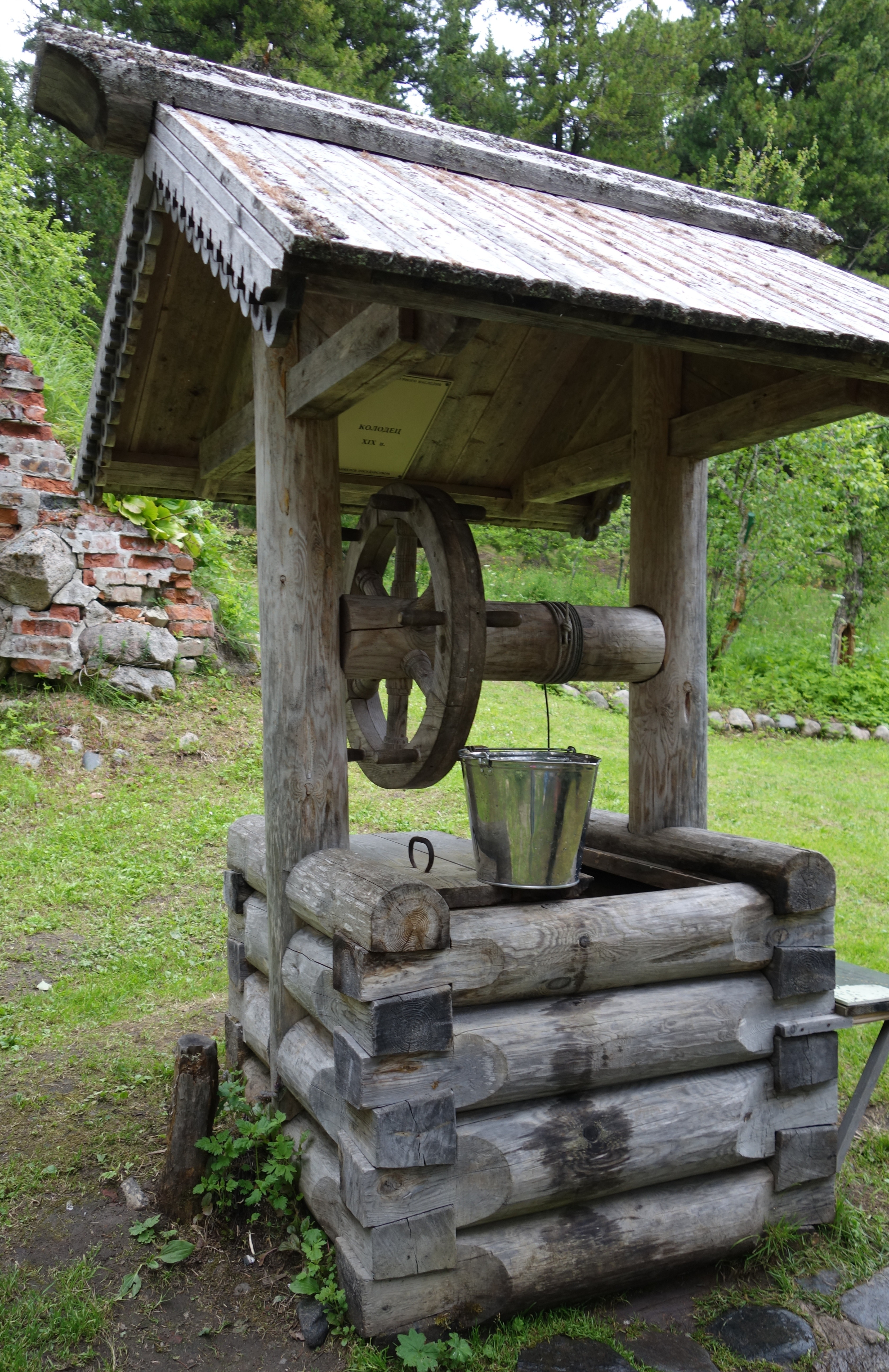
Studna z 19. století
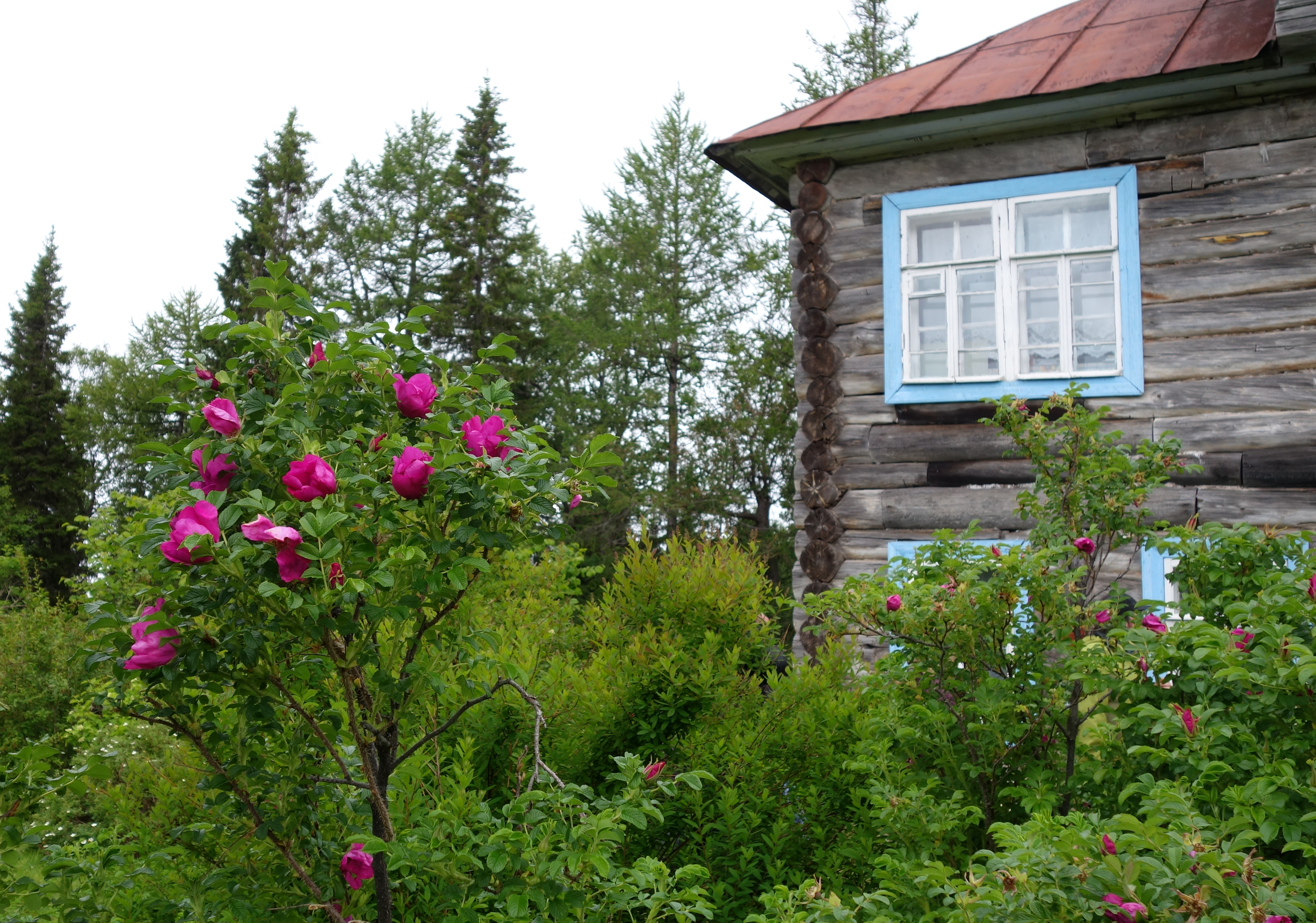
Růže svraskalá
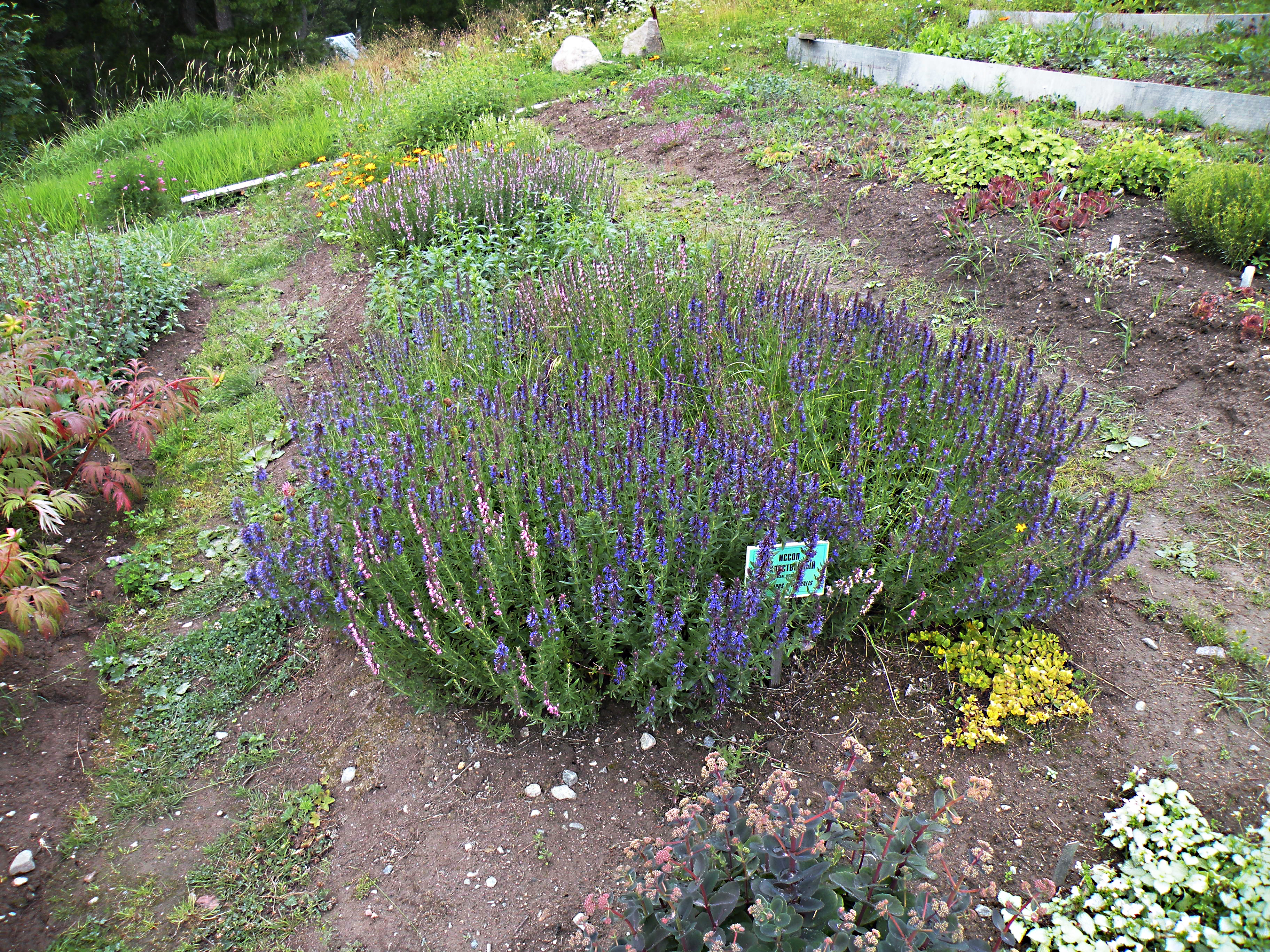
Yzop lékařský
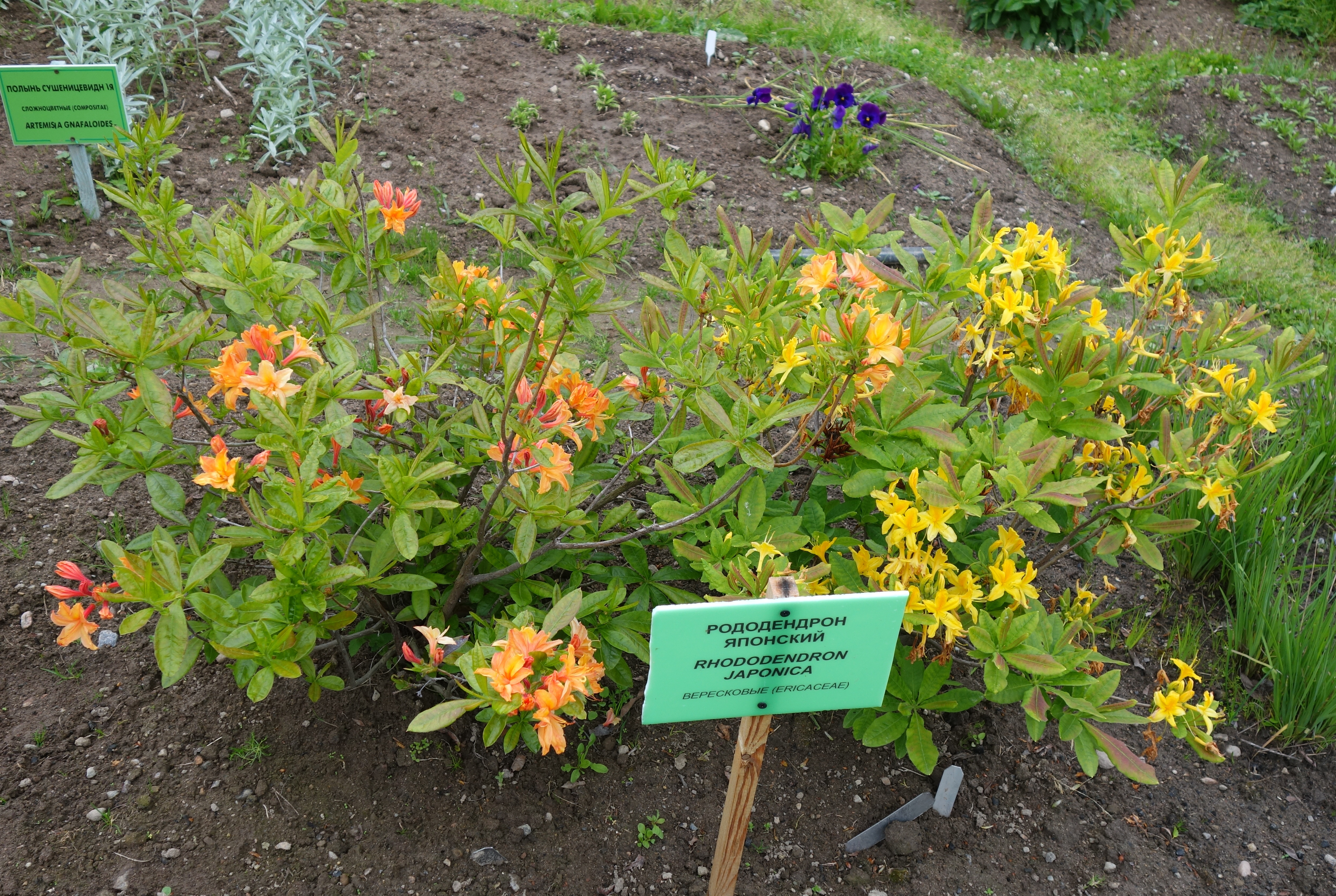
Rododendron japonský
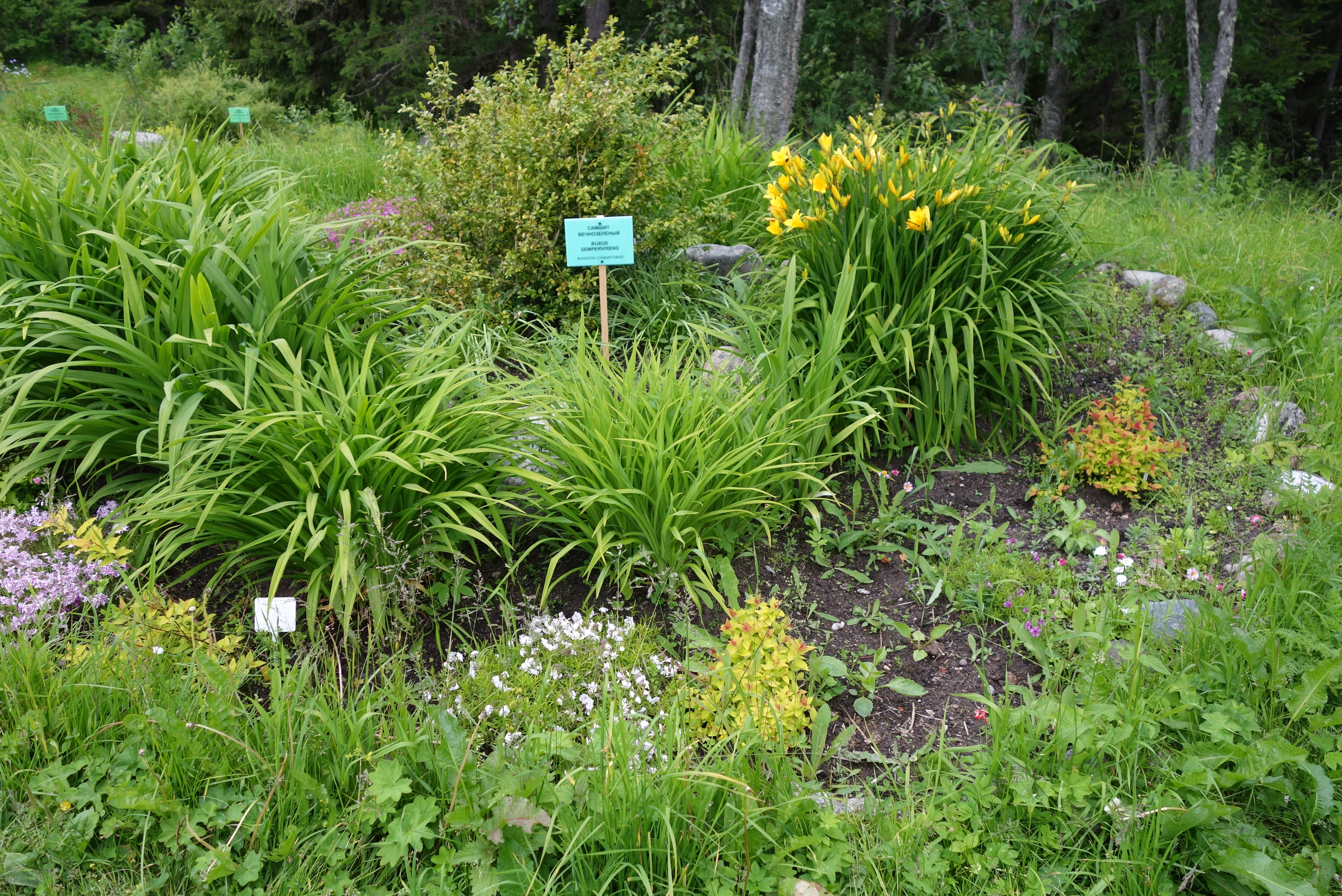
Zimostráz
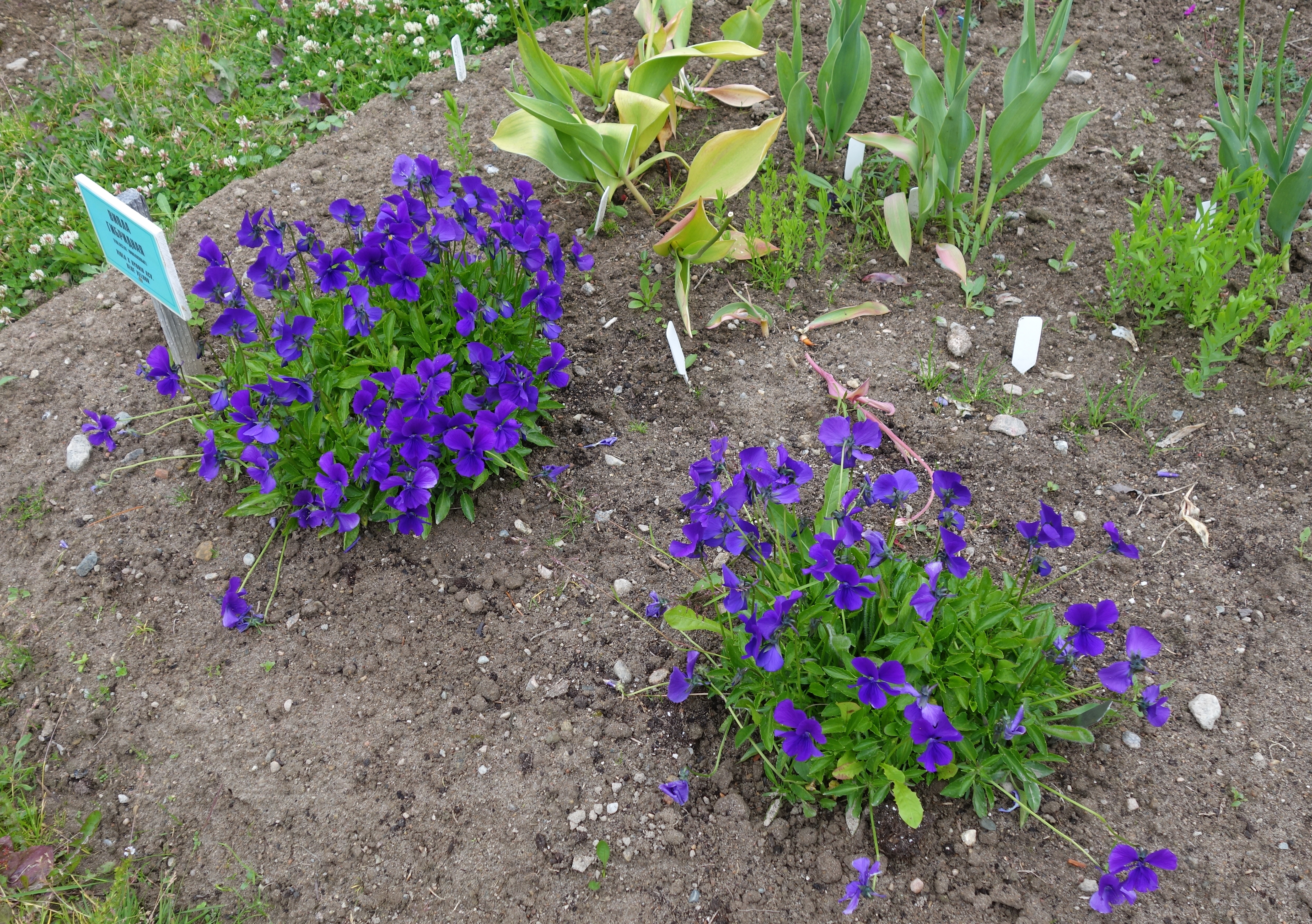
Viola
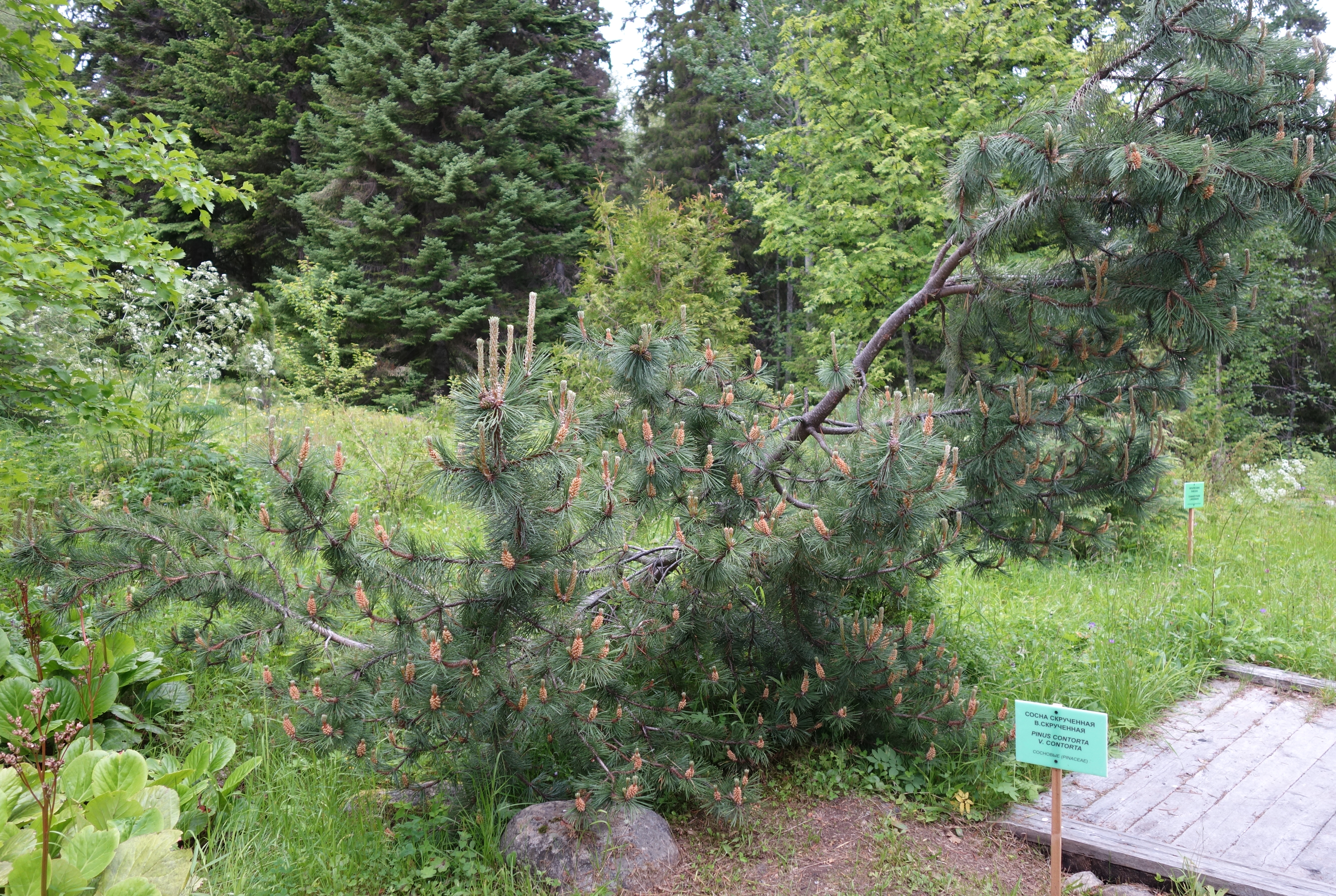
Borovice pokroucená